# D-Formation
『D-Formation』（ディー・フォーメーション）は、茅原実里の4枚目のオリジナルアルバム。2012年2月29日にGloryHeavenから発売された。

## 概要
前作『Sing All Love』から約2年ぶりのリリース。9枚目のシングル「Freedom Dreamer」から13枚目「TERMINATED」までのシングル作品、新規収録の楽曲が収録されている。また、前アルバムと二週連続となる形で発売された8枚目シングル「優しい忘却」は本作に収録されておらず、2014年5月現在、茅原のシングル表題曲では唯一のオリジナルアルバムに収録されない曲となっている。
本作のタイトルの『D-Formation』の「D」は、リード曲の「Dream Wonder Formation」の「Dream」の「D」であると茅原は感じている。
コンセプトは「電脳アリス」、キービジュアルも茅原がアンドロイドに扮したものとなっている。また、テーマは「原点を超える原点」。楽曲面のテーマは「原点回帰」で、1枚目のオリジナルアルバム『Contact』に収録されたデジタル感を強調したパワフルな楽曲を基調に製作された。ディスクジャケットでは青の衣装を着用、デザインテーマは「色々な感情を表現する。」であった。また、ディスクジャケット、「Dream Wonder Formation」のPVに登場する「×」マークは、本作そのものを表しているものである。
スタッフについて、アルバム初収録曲の作詞、作曲には茅原の既存曲を手掛けた畑亜貴、菊田大介などに加えて新たに作詞に奥井雅美、石川智晶、作曲にI'veの高瀬一矢、中沢伴行を迎えている。このうち、I'veの作曲家が茅原の楽曲を手掛けるのは初であり、茅原が歌手活動を再開してから音楽面の参考としてI'veの楽曲を聴いていた為、高瀬と中沢が楽曲製作に参加する事を聞いた時は驚いたと同時に嬉しかったと語っている。また、I'veのメンバーが製作した楽曲のレコーディングはディレクションなどの関係で初めてとなる東京を離れたI'veの拠点である北海道札幌市でレコーディングを行う。さらに、アルバム前作に引き続き、茅原自身がアルバム新規収録となる4曲の作詞を手がけている。
本作のリリースは2011年11月13日、11月18日になんばHatch、Zepp Tokyoで開催されたファンクラブ『m.s.s』のイベント『MINORI'S BIRTHDAY VOL.4』で発表された。
前作同様、Blu-ray Disc付限定盤、DVD付限定盤、通常盤の3種リリースであり、限定盤の名称は本作の表題名に肖り「Blu-ray Disc Formation」、「DVD Formation」となっている。同梱されているBlu-ray Disc、DVDには2011年11月20日に日本青年館 大ホールで開催された13枚目のシングル「TERMINATED」の発売記念プレミアライブ『Minori Chihara Acoustic Live 2011』の模様が収録されている。なお、これに先立ち2012年1月16日にYouTube、ニコニコ動画のLantis公式チャンネル『Lantisちゃんねる』からダイジェストが配信された。その他、「Blu-ray Disc Formation」は立方体のケースにスペシャルブックが同梱されている。
また、リード曲「Dream Wonder Formation」にはPVが製作されており、同映像は2011年12月31日に神奈川県民ホール 大ホールで開催された『Minori Chihara Live 2011 Final』、『Minori Chihara Countdown Live 2011-2012』の終演後に初公開された。2012年1月6日、1月7日には『Lantisちゃんねる』にてPVのショートバージョンが配信、2月13日放送分のニコニコ生放送『生☆声優グランプリV』第1回でフルバージョンがウェブ上で初公開された。このPVは2012年4月4日に発売された4作目のミュージッククリップDVD『Message 04』に収録された。
更に特設ページが2012年1月21日に開設され、2月14日には告知用ポスターのデザインイメージが公開された。また、1月26日に第1弾として「Dream Wonder Formation」、「Planet patrol」、「KEY FOR LIFE」、「X-DAY」、「Defection」、「TERMINATED」、「Freedom Dreamer」、1月27日に第2弾として「嘘ツキParADox」、1月31日に第3弾として「この世界のモノでこの世界の者でない」、2月3日に第4弾として「アイノウタ」、2月7日に第5弾として「暁月夜（あかつきづくよ）」、2月10日に第6弾として「夢のmirage」、2月14日に第7弾として「D-FORMATION」、「Metamorphosing Door」の全楽曲の試聴音源が公開されたまた、全曲試聴動画が2月15日に『Lantisちゃんねる』から配信された
自身のラジオ番組『茅原実里のradio minorhythm』では、2012年2月8日配信分（第248回）に7曲目まで、同年2月15日配信分（第249回）8曲目以降の楽曲紹介が行われた。
発売日となる2012年2月29日には本作の発売を記念したミニライブ『Minori Chihara Acoustic Live 〜A-Formation〜』がのサンシャインシティ噴水広場で開催された。内容はトーク、アコースティックミニライブ、サポートメンバーとして寺田志保、馬場一人、髭白健がそれぞれキーボード、ギター、パーカッション担当として演奏参加した。
4月7日から5月27日にかけては本作を引っ提げたコンサートツアー『アニメロミックス Presents Minori Chihara Live Tour 2012 〜D-Formation〜 supported by JOYSOUND×UGA』が開催。また、同ツアーの集大成である『Minori Chihara Live 2012 ULTRA-Formation』と「ULTRA-Formation」とはセットリストを変えたパーティ調のライブである『Minori Chihara Live 2012 PARTY-Formation』が2012年6月16日、6月17日に自身初のアリーナ会場となる幕張メッセイベントホールで開催された。

### 主な記録
オリコンデイリーチャートでは2月28日付で自己最高順位である2位、2月29日付、3月1日付で4位、3月2日付、3月3日付で6位を獲得し、5日連続でデイリーチャートTOP10入りを果たした。また、2012年2月24日付のオリコン週間期待度アルバムチャートで5位を獲得。期待度ポイントは23.60を記録した。
2012年3月12日付のオリコン週間アルバムチャートで3位を獲得。初動売上は1.5万枚を記録し、前作から0.4万枚減少となったが、自身のシングル、映像作品を含めた全作品の中でオリコン週間チャートでTOP3入りを果たし、自己最高順位となった。また、ランティスの全アルバム作品の中で初のTOP3入りを果たした作品となった。
2012年2月度のオリコン月間アルバムチャートでは35位を獲得。月間チャートにランクインを果たすのは前作『Sing All Love』から2作連続。また、同じく2012年3月度でも8位を獲得し、2ヶ月連続で同チャートへのTOP10入りを果たした。
2012年3月12日付のBillboard JAPAN Top Albumsでは3位を獲得した。同チャートへのTOP3入りは自身初。また、2012年2月27日から同年3月4日調査分のサウンドスキャンの週間アルバムCDソフトTOP20ではBlu-ray Formationが9位、DVD Formationが16位、iTunes Storeのチャートではトップアルバムチャートで23位、トップアニメアルバムチャートで首位。

## 批評
CDジャーナルは、「デジタルビートに乗せたトランス、ロック曲を中心にした、様々なテイストの楽曲が収録されている。」と評している。
「この世界のモノでこの世界の者でない」の作詞を手がけた石川智晶は、「コンセプトがしっかりと形作られた作品になっている。」と評した。

## 収録曲
1. D-FORMATION [2:28]
作詞：松井洋平、作曲・編曲：A-bee
Mix engineer：高田浩太郎（Sound City）
無機質、無表情な曲で、アンドロイドをイメージしており[41]、本作のプロローグ的な位置付の曲である[42][43]。
2. Dream Wonder Formation [5:21]
作詞：松井洋平、作曲・編曲：菊田大介（Elements Garden）、Additional Sound Editing：A-bee
Guitar：鍋嶋圭一、Mix engineer：高田浩太郎（Sound City）
本作のリード曲。アルバム作品のリード曲では初のストリングス無しの楽曲で、「疾走感のあるかっこいい曲」に仕上がっている[44]。
「何故か」、「奥へ」などのサビ部分のロングトーンは深い場所に落ちていく様を表現している[43]。
1曲目の「D-FORMATION」と世界観が繋がっており、1枚目のオリジナルアルバム『Contact』に収録された「Contact」、「詩人の旅」と同じく「D-FORMATION」のラストと本曲の曲頭が繋がっている[42]。
3. 嘘ツキParADox [5:18]
作詞：奥井雅美、作曲・編曲・Mix engineer：高瀬一矢
メロディから感じ取る世界観を表現したクールかつハードなかっこいい曲で、歌詞も音を感じるために楽曲と密接にリンクした、進化の過程のパニック状態を描いた詞[42][43]。茅原は「自分の楽曲の中では新境地でありワクワクした。」と語っている[45]。
タイトルの「ParADox」が大文字、小文字がバラバラである理由は、詞の世界観の進化過程のパニック状態を表している[42][43]。
高瀬がディレクションを担当した事により、茅原にとって新しい歌い方、楽曲の世界観が誕生したという。レコーディングは製作を行いながら思いついたアイデアに挑戦するというものであったという[42]。作詞は本アルバム9曲目にも収録されているDefectionの作詞も手掛けた奥井雅美が担当。奥井雅美(作詞) × I've・高瀬(作曲) による楽曲はこの曲が最初で、後に奥井のアルバムでもこのタッグが組まれている。
4. Metamorphosing Door [4:07]
作詞：こだまさおり、作曲・編曲：菊田大介（Elements Garden）
Guitar：馬場一人、Mix engineer：高田浩太郎（Sound City）
「夢を進んで行く」という前向きな歌であり、「扉」をキーワードにしてこだまは作詞を行ったという[42][43]。
5. Planet patrol [4:04]
作詞：畑亜貴、作曲・編曲：渡辺和紀
Mix engineer：高田浩太郎（Sound City）、Additional Sound Editing：A-bee
6. KEY FOR LIFE [5:16]
作詞：こだまさおり、作曲：藤末樹・YUMIKO、編曲：藤末樹
Guitar：奥山明、Mix engineer：淺野浩伸（Redefine）
  - インターネットラジオ『茅原実里のradio minorhythm』オープニングテーマ
7. この世界のモノでこの世界の者でない [5:08]
作詞：石川智晶、作曲・編曲：菊田大介（Elements Garden）
Guitar：馬場一人、Chorus：Kazco、Mix engineer：高田浩太郎（Sound City）
本作の新規曲では全14曲中最後にレコーディングが行われた。レコーディングは曲の中に潜んでいる美しさ、儚さ、強さを表現するのに苦労したという[42]。
詞は本作のジャケットの世界観を表現しており、アンドロイドの視点で描かれている[42][43]。
8. X-DAY [4:07]
作詞：茅原実里、作曲：Tatsh、編曲：藤田淳平（Elements Garden）
Guitar：鍋嶋圭一、Mix engineer：淺野浩伸（Redefine）
茅原が新曲の中で初めに作詞を行った「怒り」をテーマにした楽曲。作詞を行っていく中でフレーズを整理するのに苦労したと語っている[46][43]。
曲中に語りが所々挟まる曲構成になっている[43]。
これまでに茅原が作詞した楽曲とは作風が異なる「日常とかけ離れた世界」のようになっているため、斎藤も「あ、こういう歌詞も書けるんだ」と驚きを隠せなかったという[47]。
9. Defection [4:15]
作詞：奥井雅美、作曲・編曲：菊田大介
Guitar：加藤大祐、Strings：大先生室屋ストリングス、Mix engineer：浅野浩伸（Redefine）
10. 暁月夜（あかつきづくよ） [6:01]
作詞：茅原実里、作曲：俊龍、編曲：藤田淳平（Elements Garden）、Strings Arrage：室屋光一郎
Guitar：鍋嶋圭一、Violin solo：室屋光一郎、Strings：大先生室屋ストリングス、Mix engineer：淺野浩伸（Redefine）
ドラマチックな曲であり、詞は「綺麗」をテーマにしたという[46]。また、斎藤滋からの室屋へのオーダーは「この世で室屋光一郎にしか弾けないソロ」であったという。
11. TERMINATED [4:18]
作詞：畑亜貴、作曲・編曲：菊田大介
Guitar：加藤大祐、Strings：大先生室屋ストリングス、Mix engineer：高田浩太郎（Sound City）
  - テレビアニメ『境界線上のホライゾン』オープニングテーマ
12. アイノウタ [4:32]
作詞：茅原実里、作曲：中沢伴行、編曲：中沢伴行・尾崎武士
Guitar：尾崎武士、Mix engineer：高瀬一矢
前向きで元気が出て希望が持てる爽やかかつ切ないポップ調の曲であり、解毒作用を含む浄化効果もあるという[46]。明るい曲調の曲だが、「後半に向かうにつれて涙腺が潤む。」と語っている[46]。
2枚目のオリジナルアルバム『Parade』に収録された「Lush march!!」、9枚目のシングル「Freedom Dreamer」に収録された「Best mark smile」に続く旗曲であり[43]、サビ部分のフレーズにある「バイバイ」という手を振る動作と旗を振る動作をリンクさせる事をイメージしながらレコーディングを行ったという[46]。また、作詞はレコーディングが始まる直前まで行っていたと語っている。
13. 夢のmirage [5:35]
作詞：茅原実里、作曲・編曲：菊田大介（Elements Garden）
Guitar：馬場一人、Bass：山本直哉、Drums：岩田ガンタ康彦、Strings：大先生室屋ストリングス、Mix engineer：淺野浩伸（Redefine）
「君」と「僕」の物語が詞に反映された暖かく、優しい曲であり、作詞を行う時に楽曲イメージの参考資料として斎藤から藤子・F・不二雄の漫画作品である大長編ドラえもん『ドラえもん のび太の宇宙開拓史』を貰ったという[46][48][43]。なお、この曲で「本作の幕を一端閉じる」という位置付けの曲である[46]。
編曲、唄入れを行い、楽曲が完成した時には「曲が化けた」感じたという。また、ドラム、ベースのレコーディングミュージシャンとして自身のサポートバンド『CMB』のメンバーである岩田ガンタ康彦、山本直哉が参加している[46]。
14. Freedom Dreamer [5:19]
作詞：茅原実里、作曲・編曲：菊田大介
Piano&Keyboards：須藤賢一、Guitar：加藤大祐、Bass：山本直哉、Drums：岩田ガンタ康彦、Strings：大先生室屋ストリングス、Mix engineer：内藤岳彦（Sound City）
  - テレビ東京系『アニソ〜ンぷらす』2010年7月度エンディングテーマ
  - インターネットラジオ『茅原実里のradio minorhythm』オープニングテーマ

本作のエンドロール的な位置づけになっている[46][49]。

## DVD、Blu-ray Disc
2011年11月20日に日本青年館 大ホールで昼の部、夜の部の全2公演が開催された13枚目のシングル「TERMINATED」の発売記念プレミアライブ『Minori Chihara Acoustic Live 2011』の夜の部の模様が収録されている。
自身初のアコースティックライブであり、当初はシークレットライブとしてアナウンスされていたが、2011年9月17日にアコースティックライブであることが発表された。また、普段のライブとは異なり観客は椅子に座って観覧する形式のライブ公演となった。
| 01         | 純白サンクチュアリィ                     |
| 02         | MC-1                                     |
| 03         | Say you?                                 |
| 04         | KEY FOR LIFE                             |
| 05         | TERMINATED                               |
| 06         | MC-2 〜メンバー紹介〜                    |
| 07         | 巡り逢い 〜かけがえのないもの〜          |
| 08         | PRECIOUS ONE                             |
| 09         | Fragment 〜Shooting star of the origin〜 |
| 10         | MC-3                                     |
| 11         | 君がくれたあの日                         |
| 12         | 詩人の旅                                 |
| 13         | ふたりのリフレクション                   |
| 14         | MC-4                                     |
| 15         | sing for you                             |
| アンコール |                                          |
| 16         | MC-5 〜Band 呼び込み〜                   |
| 17         | 一等星                                   |
| 18         | ENDING                                   |

## クレジット
| Performed by 茅原実里    | Performed by 茅原実里                       |
| ------------------------ | ------------------------------------------- |
| Producer                 | 斎藤滋（Lantis）                            |
| Recording engineer       | 淺野浩伸（Redefine）                        |
| Recording engineer       | 奥田基樹（Redefine）                        |
| Recording engineer       | 関朋充                                      |
| Recording engineer       | 高瀬一矢                                    |
| Recording engineer       | 内藤岳彦（Sound City）                      |
| Recording engineer       | 武藤昌俊（Redifine）                        |
| Recording engineer       | 守屋勝美（Redefine）                        |
| Studio                   | ARIA studio                                 |
| Studio                   | Azabu O Studio                              |
| Studio                   | em POINT                                    |
| Studio                   | I've studio                                 |
| Studio                   | LAB recorders                               |
| Studio                   | ONKIO HAUS                                  |
| Studio                   | SPLASH SOUND STUDIO                         |
| Studio                   | Studio Magic Garden                         |
| Studio                   | sunrise studio                              |
| Coordinator              | 加納迅（FACE MUSIC）                        |
| Mastering Engineer       | 袴田剛史（FLAIR MASTERING WORKS）           |
| Creative producer        | 小島冬樹（Lantis）                          |
| Art direction            | 上田哲夫（Being）                           |
| Design                   | 朝日康穂（Being）                           |
| Photography              | 高橋枝里（juice）                           |
| Styling                  | 安東聡（juice）                             |
| Hair & Make-up           | 清水恵美子（maroonbrand）                   |
| Promotion producer       | 鈴木めぐみ（Lantis）                        |
| Sales promotion producer | 佐橋計（Lantis）                            |
| Sales promotion          | 臼倉竜太郎（Lantis）                        |
| A&R                      | 岩下由希恵（Lantis）                        |
| A&R support              | 保坂拓也（Lantis）                          |
| Excutive promoter        | 松村起代子（Lantis）                        |
| Thanks                   | Elements Garden                             |
| Thanks                   | I've                                        |
| Thanks                   | SCOOP MUSIC                                 |
| Thanks                   | WESTRIBE                                    |
| Thanks                   | MIU                                         |
| Thanks                   | MS Entertainment                            |
| Fan club staff           | 片野安則                                    |
| Fan club staff           | 安田まどか                                  |
| Fan club staff           | 木村渚沙                                    |
| Fan club staff           | 有馬幸宏                                    |
| Fan club staff           | 成田奈穂（ROM SHARING）                     |
| Artist brand management  | 瀬野大介（Linkarts）                        |
| Management assistant     | 大塚裕介                                    |
| Management assistant     | 佐々木真理英（avex Planning & Development） |
| Supervisor               | 本多健二（avex Planning & Development）     |
| Exective supervisor      | 伊藤善之                                    |
| Executive producer       | 井上俊次（Lantis）                          |
| Executive producer       | 青木義人（avex Planning & Development）     |
| Special supporters       | m.s.s members                               |
| Very special thanks      | ALL FANS                                    |

## ツアー

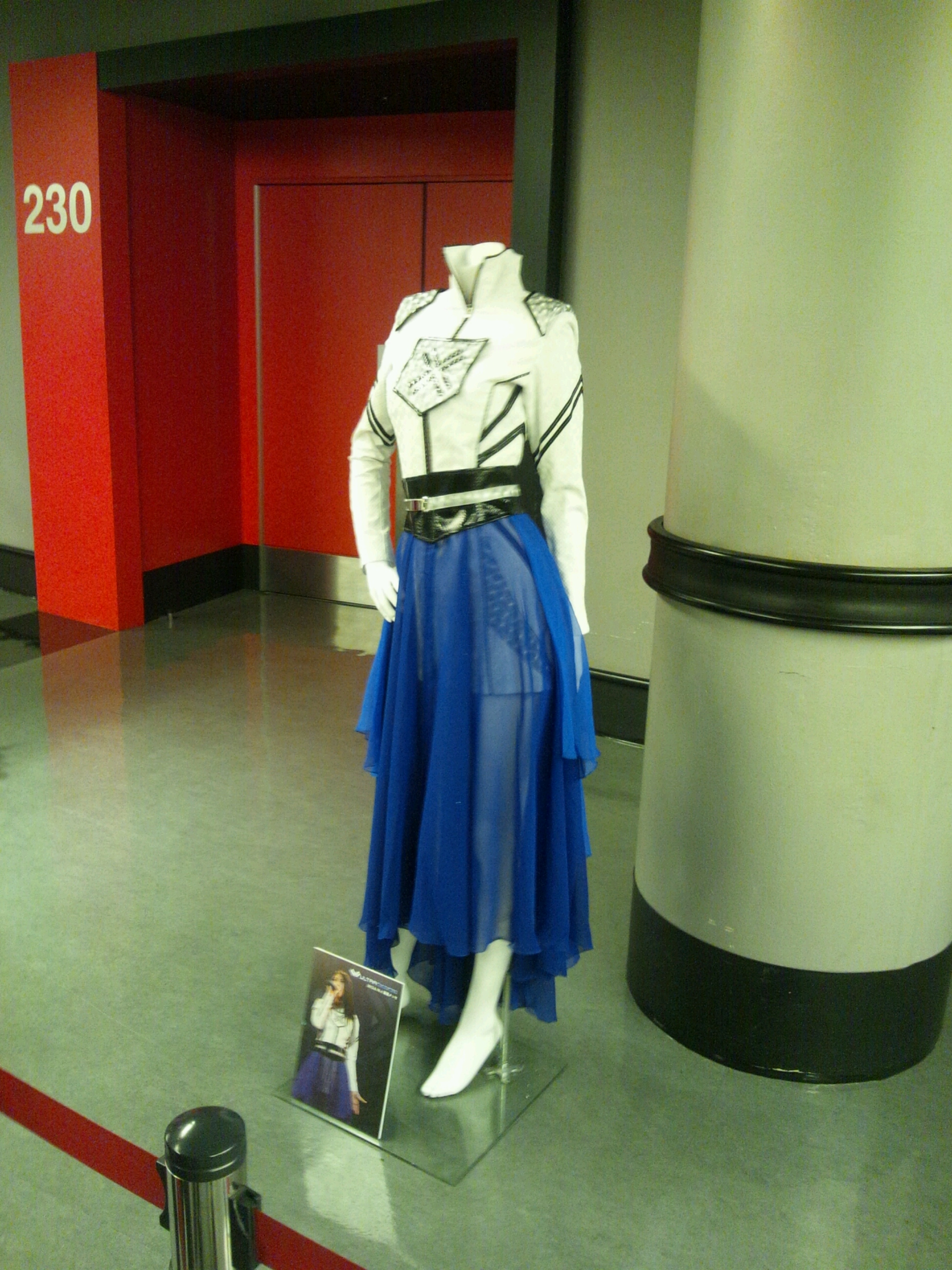
公演当日の衣装

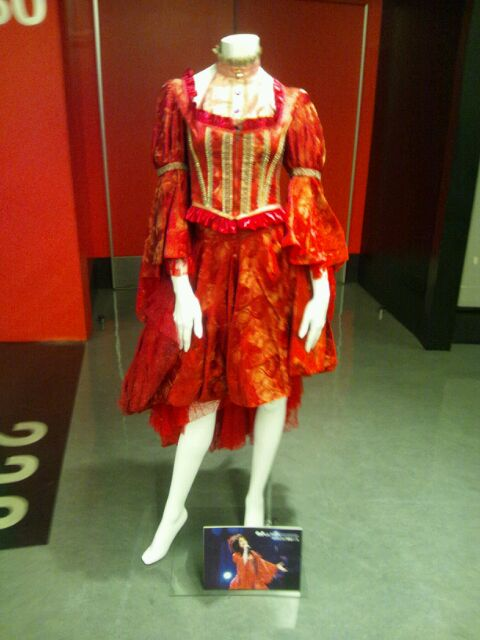
公演当日の衣装

『Minori Chihara Live Tour 2012 〜D-Formation〜』（ミノリ チハラ ライブ ツアー にせんじゅうに ディーフォーメーション）は、2012年4月7日から5月26日まで開催された茅原実里の5回目のコンサートツアー。

### 概要
2012年4月7日から5月26日まで開催された。本コンサートツアーの正式名称は『アニメロミックス Presents Minori Chihara Live Tour 2012 〜D-Formation〜 supported by JOYSOUND×UGA』であり、茅原のコンサートでは初の協賛企業名がコンサート名に付いた。
2年ぶりとなる、2012年2月29日に発売された自身の4枚目のオリジナルアルバム『D-Formation』を引っ提げたコンサートツアー。
本コンサートツアーの発表は、2011年12月31日、2012年1月1日に神奈川県民ホールで開催された『Minori Chihara Live 2011 Final』、『Minori Chihara Countdown Live 2011-2012』で発表された。また、本コンサートのツアーパンフレットの撮影を2012年2月26日に千葉県木更津市のハウススタジオで行った。
本コンサートツアーの集大成ライブ『アニメロミックス Presents Minori Chihara Live 2012 supported by JOYSOUND×UGA ULTRA-Formation』、打ち上げライブ『アニメロミックス Presents Minori Chihara Live 2012 supported by JOYSOUND×UGA PARTY-Formation』が2012年6月16日、6月17日に幕張メッセで開催された。なお、同ライブは自身初のアリーナ会場での公演となった。
本コンサートツアーのキャンペーンが2012年2月20日から3月16日まで行われ、2月20日に栃木、2月24日に新潟、2月27日に名古屋、2月28日に静岡、3月2日に仙台、3月5日に北海道、3月9日に広島、3月12日に福岡、3月16日に大阪で地元ラジオ局の番組に出演した。このうち、2月27日の名古屋キャンペーンで出演したエフエム愛知『黒ちゃんのオンリーワンダフル』は野外ステージでの公開録音であった為、「TERMINATED」のライブ披露を行った。
サポートバンドメンバーが本コンサートツアーから多数変更されており、ベースに山本直哉、ヴァイオリンに室屋光一郎、ギターに鍋嶋圭一、馬場一人、キーボードに寺田志保、ドラムに髭白健が参加している。このメンバーチェンジにより2007年11月18日に原宿アストロホールで開催された『i melody 〜Minori Chihara Birthday Live 2007〜』から参加していたキーボードの須藤賢一、ドラムの岩田ガンタ康彦、2009年12月31日、2010年1月1日に神奈川県民ホールで開催された『Minori Chihara Live 2009 Final』、『Minori Chihara Countdown Live 2009-2010』から参加していたギターの加藤大祐がサポートバンドメンバーから外れた。なお、このメンバーチェンジは本コンサートツアーから茅原自身、スタッフチームがステップアップする為に行われた。また、本コンサートツアーから舞台チームも変更されている。
本ツアーから2012年2月29日に発売された4枚目のオリジナルアルバム『D-Formation』に収録されている「アイノウタ」が旗曲として披露されており、振付は2枚目のオリジナルアルバム『Parade』に収録された「Lush march!!」、9枚目のシングル「Freedom Dreamer」に収録された「Best mark smile」と同様にJUN JUNが手掛けた。
4月7日に伊勢原市民文化会館で開催された神奈川公演で15枚目のシングル「ZONE//ALONE」の発売、4月21日に栃木県総合文化センターで開催された栃木公演で2012年6月16日、6月17日に開催された『アニメロミックス Presents Minori Chihara Live 2012 supported by JOYSOUND×UGA ULTRA-Formation/PARTY-Formation』の開催が発表された。
4月8日に松戸森のホール21大ホールで開催された千葉公演では、コンサート当日がドラムの髭白健の誕生日であったため、公演内で「ハッピーバースデートゥーユー」の大合唱があったという。4月22日に仙台市民会館大ホールで開催された宮城公演では、キーボードの寺田志保が休みだったため、ピンチヒッターとして岩瀬聡志が参加した。4月28日に札幌市教育文化会館大ホールで開催された北海道公演では、サプライズゲストとして4枚目のオリジナルアルバム『D-Formation』に収録されている「嘘ツキParADox」、「アイノウタ」を手掛けたI'veの高瀬一矢、中沢伴行が出演した。5月6日に大宮ソニックシティ大ホールで開催された埼玉公演では、開催会場の大宮ソニックシティが2007年7月27日に開催された『涼宮ハルヒの激奏』の会場であったため、「『茅原実里』として同会場に帰って来れて嬉しい。」と語っている。
2012年7月2日に発売された『Minori Chihara Live Blu-ray 2011 "SUMMER CAMP 3"』の先行販売が本ライブと2012年6月16日、6月17日に開催された『アニメロミックス Presents Minori Chihara Live 2012 supported by JOYSOUND×UGA ULTRA-Formation/PARTY-Formation』で行われた。
本コンサートのライブグッズとしてチャリティーグッズのリストバンドが販売され、売り上げは2011年3月11日の東日本大震災の義援金として『STAND UP! JAPAN 中央共同募金会』に寄付された。

### 出演
| 名前       | 担当      |
| ---------- | --------- |
| 茅原実里   | Vocal     |
| 山本直哉   | Bass      |
| 室屋光一郎 | Violin    |
| 鍋嶋圭一   | Guitar    |
| 馬場一人   | Guitar    |
| 寺田志保   | Keyboards |
| 髭白健     | Drums     |

### 開催日時・会場
| 公演数 | 開催日  | 会場                                       |
| ------ | ------- | ------------------------------------------ |
| 01     | 4月7日  | 伊勢原市民文化会館大ホール（神奈川）       |
| 02     | 4月8日  | 松戸森のホール21大ホール（千葉）           |
| 03     | 4月14日 | 神戸国際会館こくさいホール（兵庫）         |
| 04     | 4月15日 | 福岡市民会館大ホール（福岡）               |
| 05     | 4月21日 | 栃木県総合文化センター（栃木）             |
| 06     | 4月22日 | 仙台市民会館大ホール（宮城）               |
| 07     | 4月28日 | 札幌市教育文化会館大ホール（北海道）       |
| 08     | 4月30日 | 新潟県民会館大ホール（新潟）               |
| 09     | 5月3日  | 静岡市民文化会館中ホール（静岡）           |
| 10     | 5月4日  | 中京大学文化市民会館オーロラホール（愛知） |
| 11     | 5月6日  | 大宮ソニックシティ大ホール（埼玉）         |
| 12     | 5月12日 | アステールプラザ大ホール（広島）           |
| 13     | 5月20日 | NHKホール（東京）                          |
| 14     | 5月26日 | NHK大阪ホール（大阪）                      |
| 15     | 5月27日 | NHK大阪ホール（大阪）                      |

### セットリスト
| 01         | D-Formation                                              |
| 02         | Dream Wonder Formation                                   |
| 03         | 嘘ツキParADox                                            |
| 04         | 雪、無音、窓辺にて。                                     |
| 05         | Metamorphosing Door                                      |
| 06         | Planet patrol                                            |
| 07         | KEY FOR LIFE                                             |
| 08         | too late? not late...（神奈川、栃木、愛知）              |
| 08         | mezzo forte（千葉、宮城、新潟、大阪1日目）               |
| 08         | 覚醒フィラメント（北海道、埼玉）                         |
| 08         | 蒼い孤島（兵庫、東京、大阪2日目）                        |
| 08         | Flame（福岡、静岡、広島）                                |
| 09         | too late? not late...（千葉、宮城、静岡、大阪2日目）     |
| 09         | 覚醒フィラメント（神奈川、栃木、愛知、東京）             |
| 09         | 蒼い孤島（福岡、北海道、広島）                           |
| 09         | 輪舞-revolution（兵庫、新潟、埼玉、大阪1日目）           |
| 10         | この世界のモノでこの世界の者でない                       |
| 11         | IDENTITY                                                 |
| 12         | X-DAY                                                    |
| 13         | Defection                                                |
| 14         | 暁月夜                                                   |
| 15         | Celestial Diva                                           |
| 16         | Paradise Lost                                            |
| 17         | TERMINATED                                               |
| 18         | Tomorrow's chance                                        |
| 19         | アイノウタ                                               |
| 20         | 純白サンクチュアリィ（神奈川）                           |
| 20         | 夢のmirage（神奈川以外）                                 |
| 21         | 夢のmirage（神奈川）                                     |
| アンコール |                                                          |
| 21         | HYPER NEW WORLD（神奈川以外）                            |
| 22         | HYPER NEW WORLD（神奈川）                                |
| 22         | Best mark smile（千葉、栃木、宮城、北海道、新潟、広島）  |
| 22         | Lush march!!（兵庫、福岡、静岡、愛知、埼玉、東京、大阪） |
| 23         | Best mark smile（神奈川、大阪2日目）                     |
| 23         | 純白サンクチュアリィ（神奈川、大阪2日目以外）            |
| 24         | Freedom Dreamer（大阪2日目以外）                         |
| 24         | 純白サンクチュアリィ（大阪2日目）                        |
| 25         | Freedom Dreamer（大阪2日目）                             |